# 有道緣花介
有道緣花介（学名：Ambocythere yutaoi）为粗面介科緣花介屬下的一个种。